# Белиновка

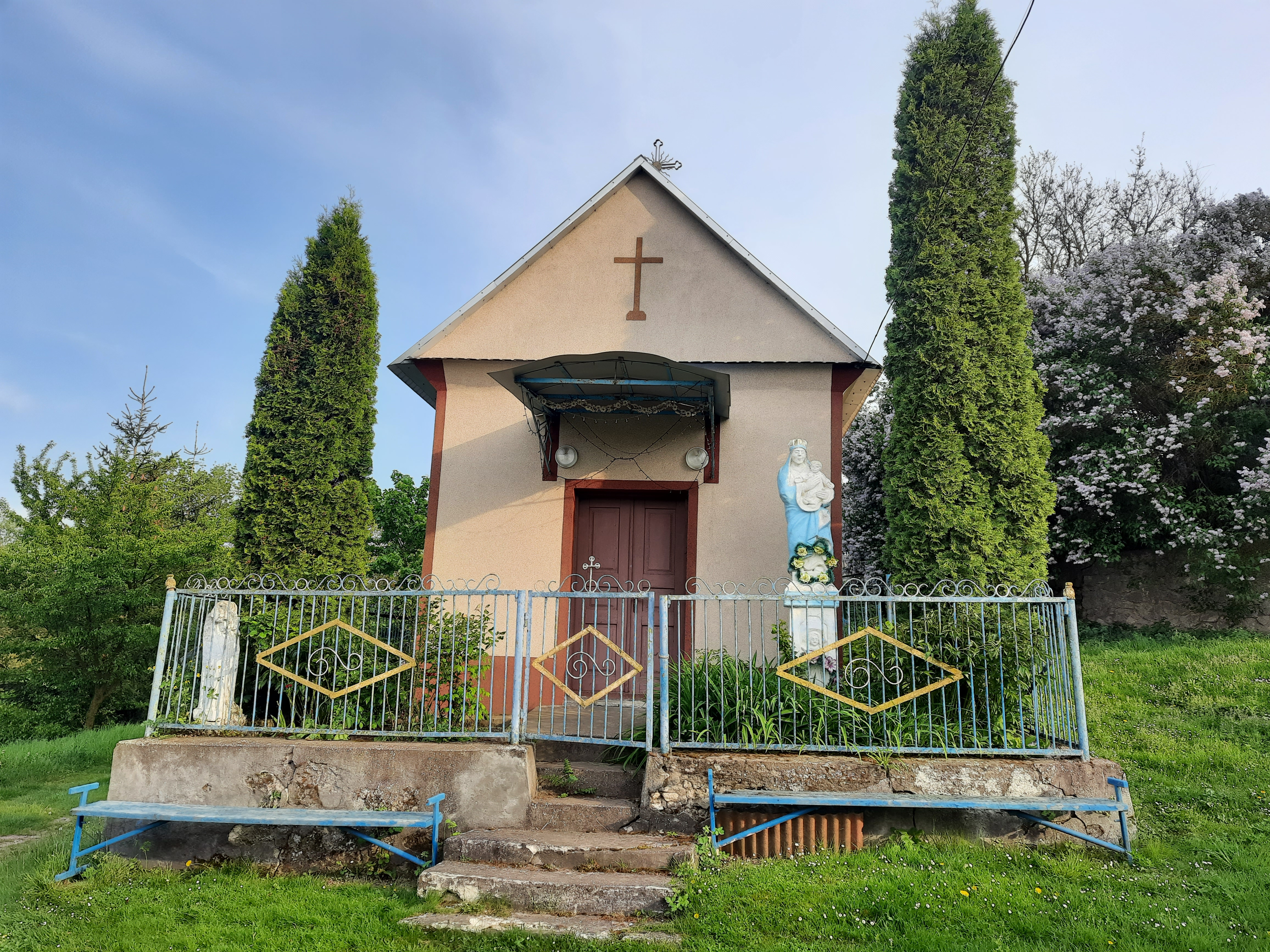
Часовня Пресвятой Богородицы

Белиновка (укр. Білинівка) — село в Гримайловской поселковой общине Чортковского района Тернопольской области Украины.
До 2020 года входило в Гусятинский район.
Код КОАТУУ — 6121683702. Население по переписи 2001 года составляло 59 человек.

## Географическое положение
Село Белиновка находится на правом берегу реки Гнилая, в месте впадения в неё реки Поплавы,
выше по течению на расстоянии в 1 км расположено село Лежановка,
ниже по течению на расстоянии в 1,5 км расположено село Толстое.
Рядом проходит автомобильная дорога Т-2002.

## История
- 1480 год — дата основания.